# Uscana bruchidiusi
Uscana bruchidiusi is een vliesvleugelig insect uit de familie Trichogrammatidae. De wetenschappelijke naam is voor het eerst geldig gepubliceerd in 2004 door Pajni & Tewari.